# Magdeburger Straße 18–19 (Hundisburg)

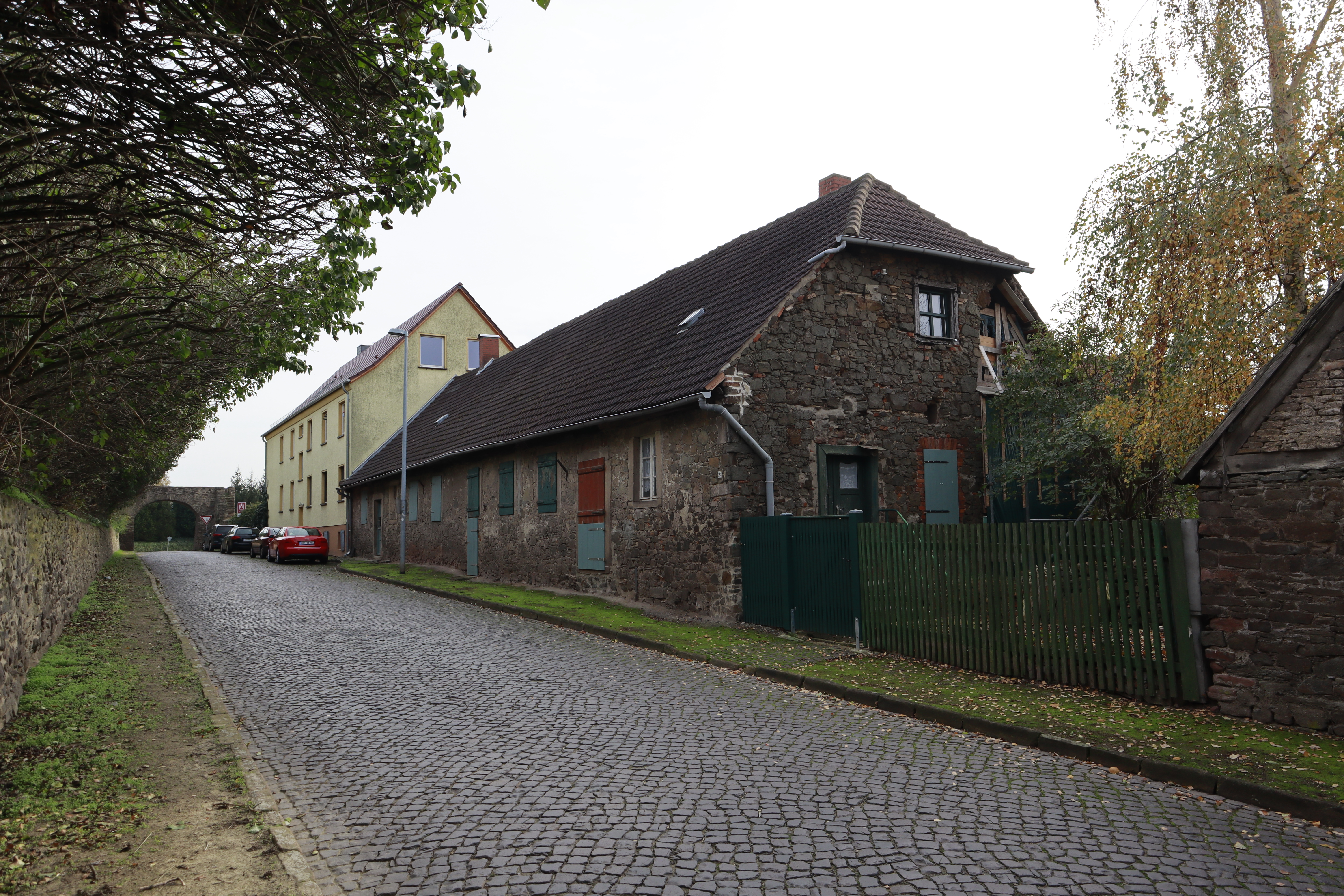
Blick auf das Objekt aus westlicher Richtung

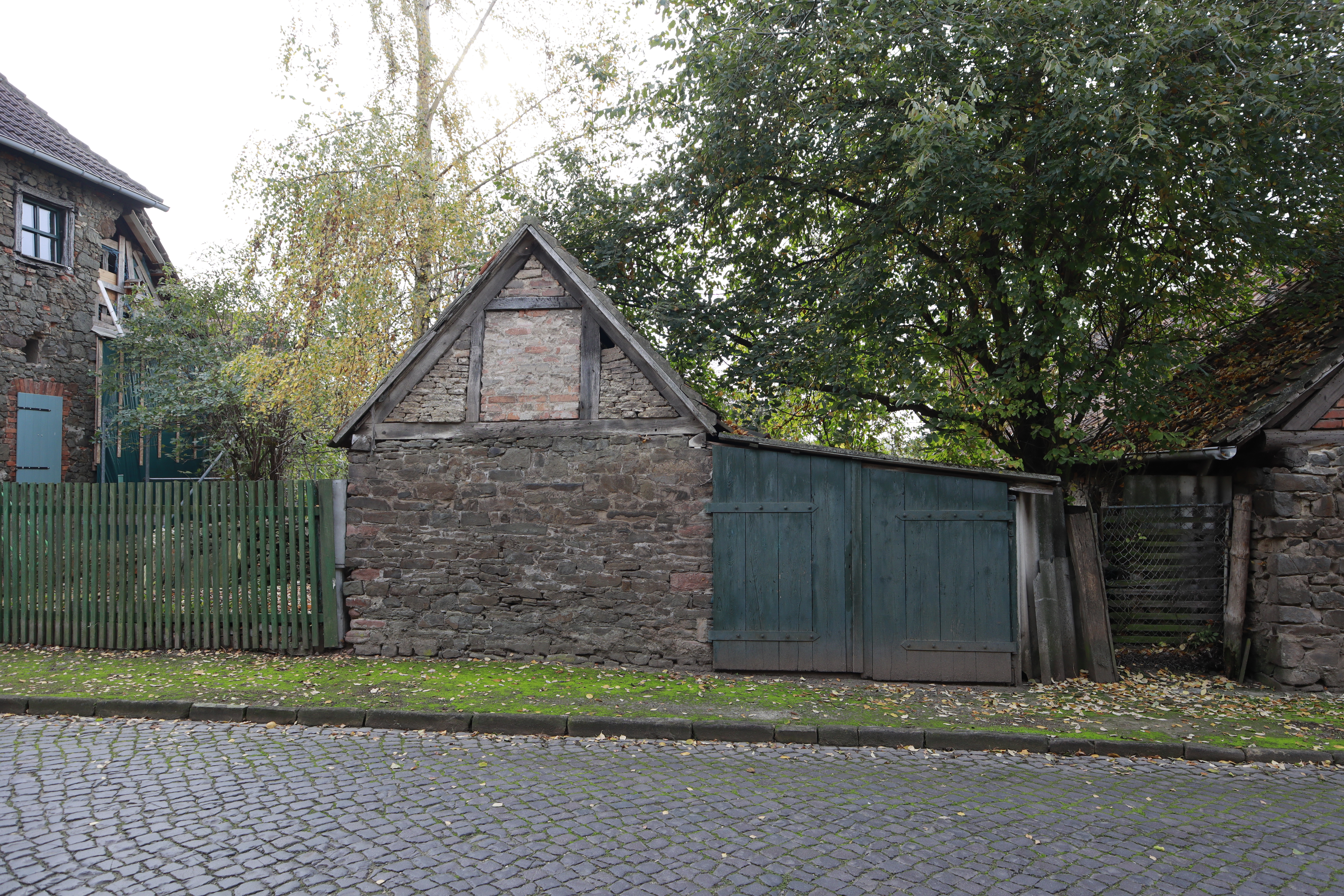
Kleine Nebengebäude an der westlichen Hälfte (Nr. 18)

Das denkmalgeschützte Doppelhaus Magdeburger Straße 18/19 im Haldensleber Stadtteil Hundisburg ist ein ehemaliges Wirtschaftsgebäude des Gutsbetriebs des Schlosses Hundisburg. Im örtlichen Denkmalverzeichnis ist das Gebäude als städtebaulich und kulturgeschichtlich wertvoll eingetragen.
Das Objekt liegt an der Magdeburger Straße unterhalb des Burgberges, etwa 50 Meter nach Straßenbeginn an der Hauptstraße (Magdeburger Tor) und 200 Meter vor Abzweigung der Schlossauffahrt an der sogenannten Landarbeiterkate. Hinter dem Gebäude liegt der erst im 19. Jahrhundert entstandene Unterhof des Schlosses, an dessen Stelle sich vorher ein über die Brückenfunktion des Magdeburger Tores zu erreichender Lustgarten des Schlosses befand.

## Geschichte
Das rund 30 Meter lange Wirtschaftsgebäude wurde im 18. Jahrhundert in schlichter eingeschossiger Bruchsteinbauweise mit Walmdach errichtet; es handelt sich um ein Doppelhaus, welches mit Nebenbauten zunächst als Gutsförsterei und Hufschmiede sowie als Wohnraum für die Familien dieser beiden Gutsmitarbeiter verwendet wurde. Nach der Rodung des nahegelegenen Gutswaldes „Gräwig“ durch Hermann von Nathusius siedelte die Familie des Försters in das 1845 neu errichtete, rund ein Kilometer entfernte Forsthaus am Rande des Landschaftsparkes über. Heute dient das Gebäude als Wohnhaus für zwei Familien; an die ostwärtige Giebelseite wurde im 20. Jahrhundert ein zweistöckiges Wohnhaus angebaut.
Das ehemalige Wirtschaftsgebäude ist eng mit der Geschichte der auch als Jagdschloss dienenden Hundisburg verbunden. Es ist vorwiegend städtebaulich und kulturgeschichtlich von Bedeutung. Aufgrund des guten Überlieferungszustandes und der charakteristischen Lage im Randbereich des Schlossbezirks kommt ihm ein hoher Dokumentationswert zu.